# スペイン広場 (セビリア)
スペイン広場（スペインひろば、Plaza de España）またはエスパーニャ広場は、スペイン・アンダルシア州セビリア県セビリアの中心市街地にある広場の名称。元来は1929年にセビリアで開催された万国博覧会「イベロ・アメリカ博覧会」の会場施設として造られたもの。パビリオンとして建てられた広場内の建物は、セビリアをはじめアンダルシア地方の典型的な建築様式であるムデハル様式を取り入れたもので、両翼に半円形に延びる回廊と、スペイン各県の歴史的出来事を描写した壁面タイル絵が特徴的である。
著名な映画のロケで使われた例が2つ。一つは『アラビアのロレンス』で英軍が逗留するカイロのホテルとして。もう一つは映画『スター・ウォーズ エピソード2/クローンの攻撃』でアナキン達が惑星ナブーに着いた直後のシーンである。

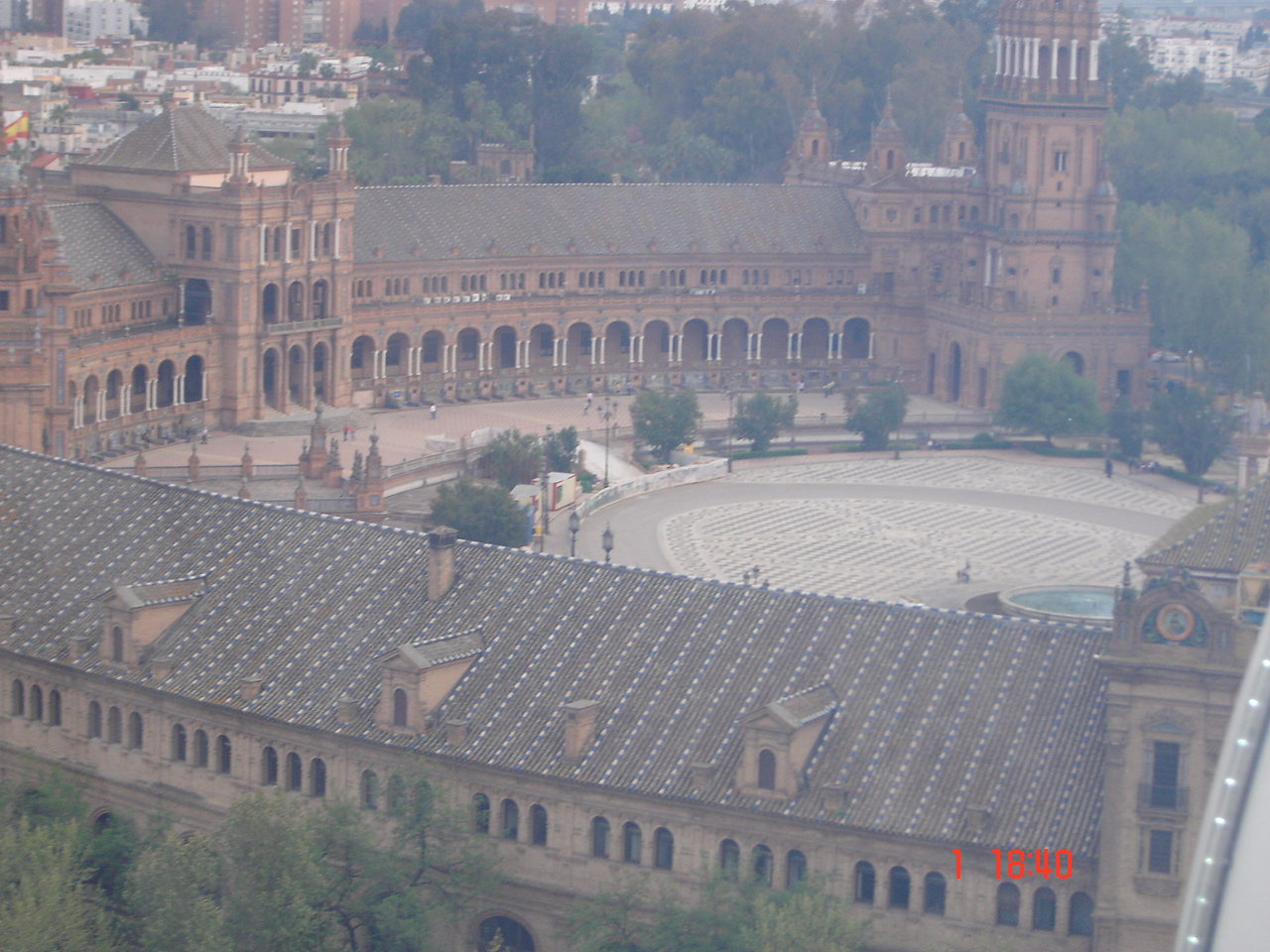
上空から見たセビリャのスペイン広場
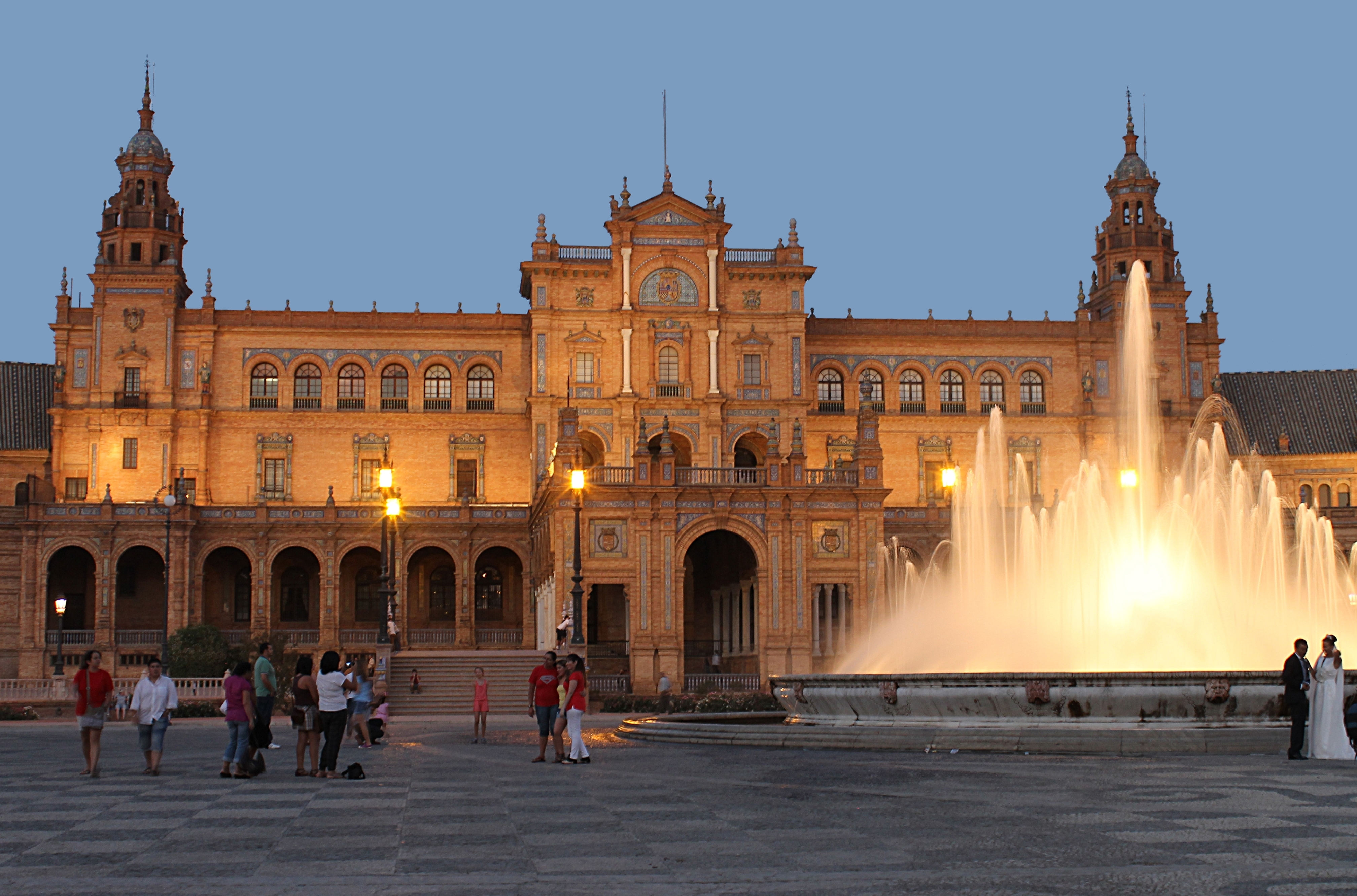
スペイン広場
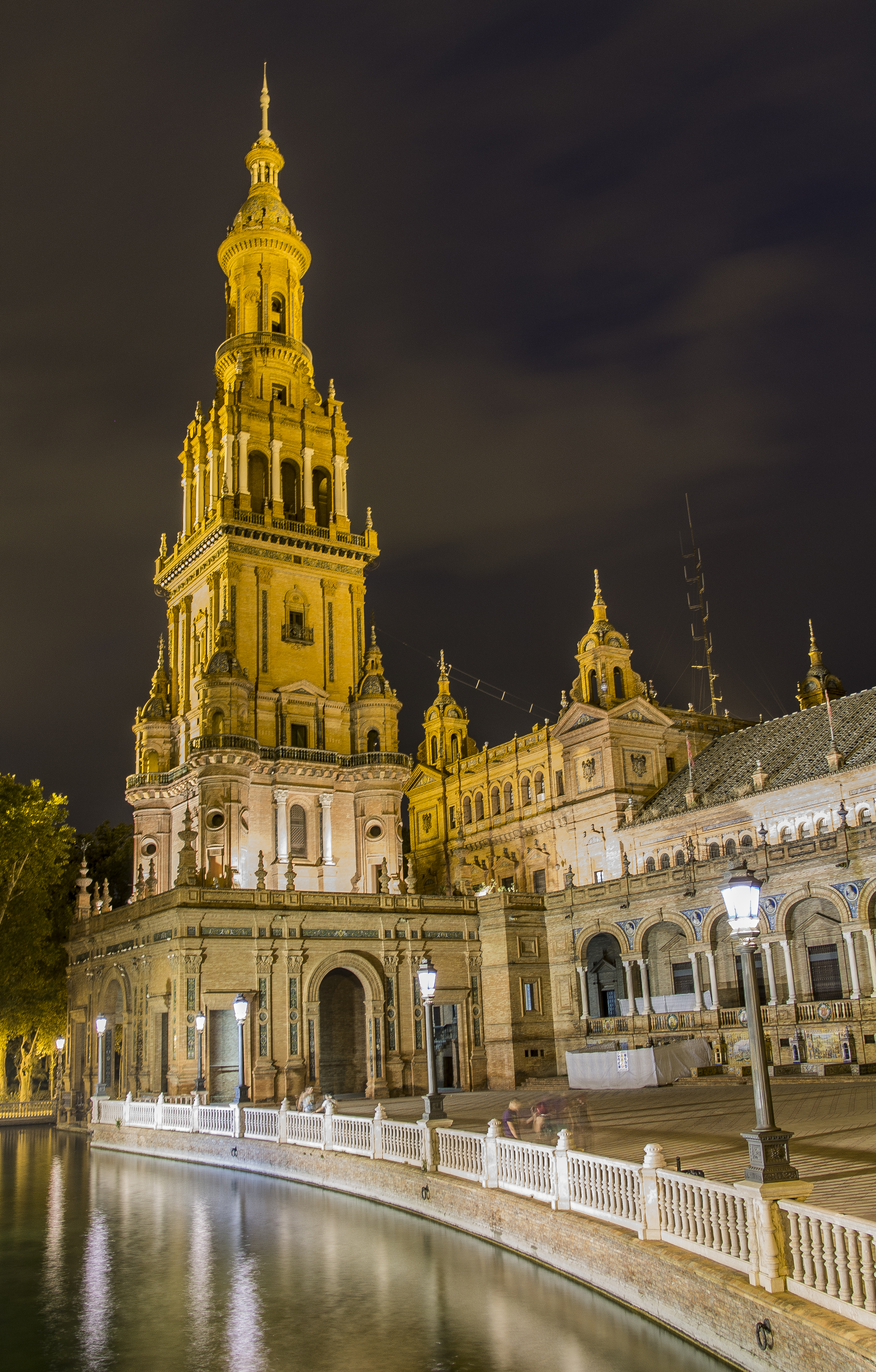
スペイン広場
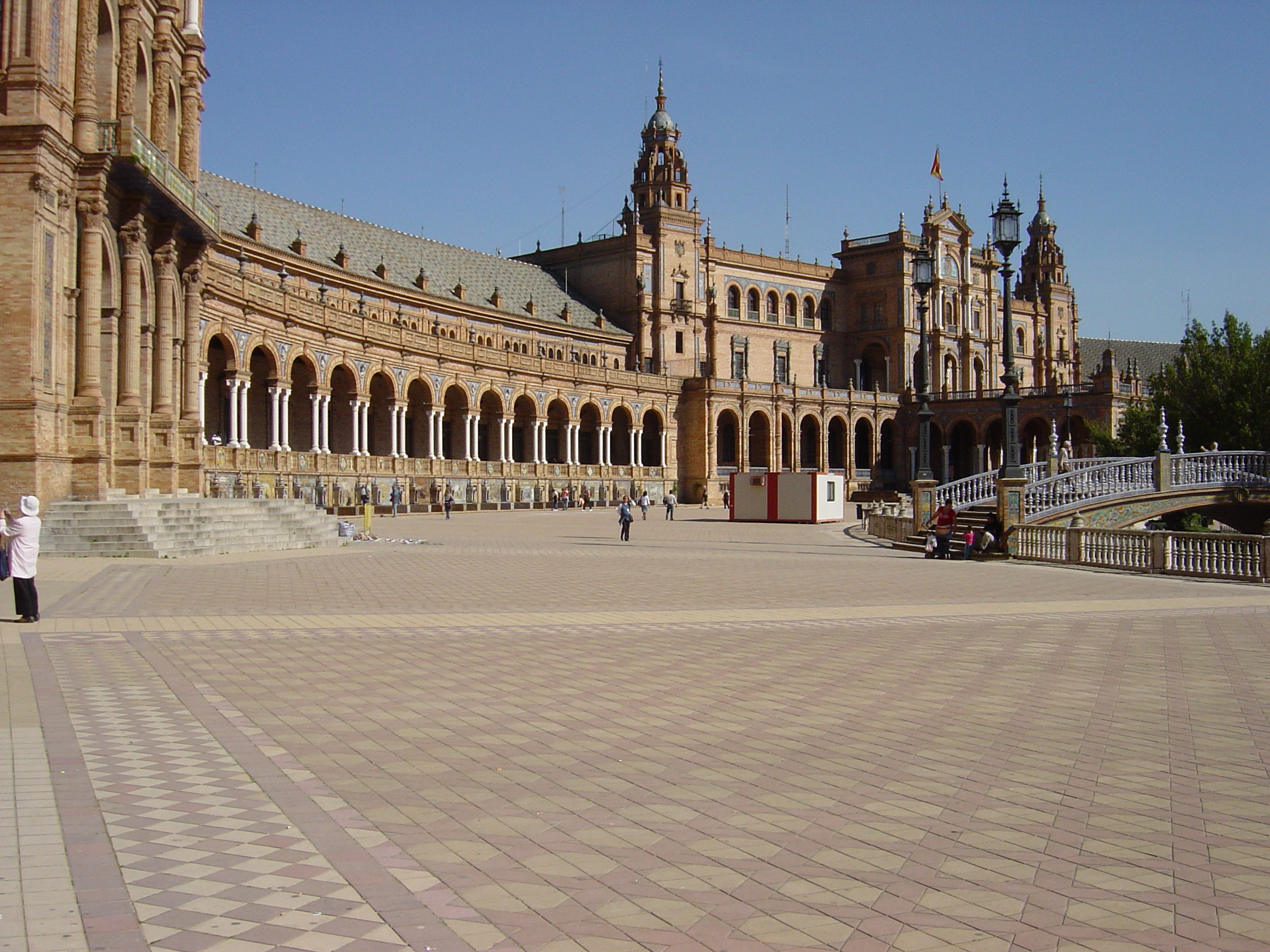
スペイン広場
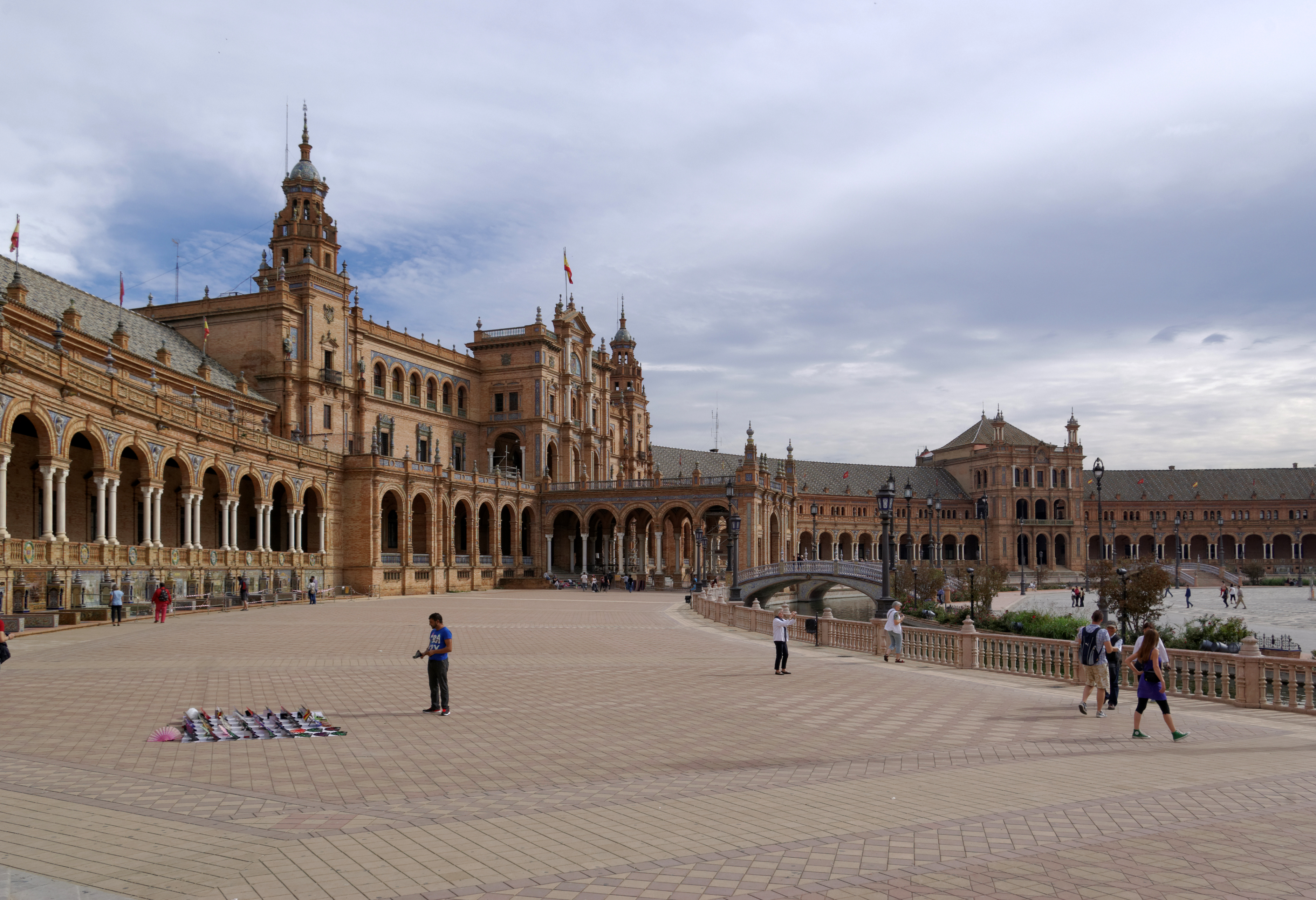
スペイン広場

座標: 北緯37度22分38秒 西経5度59分13秒 / 北緯37.37722度 西経5.98694度